# Beaumotte-lès-Pin
Beaumotte-lès-Pin is een gemeente in het Franse departement Haute-Saône (regio Bourgogne-Franche-Comté). De plaats maakt deel uit van het arrondissement Vesoul. Beaumotte-lès-Pin telde op 1 januari 2022 283 inwoners.

## Geografie
De oppervlakte van Beaumotte-lès-Pin bedroeg op 1 januari 2022 8,43 vierkante kilometer; de bevolkingsdichtheid was toen 33,6 inwoners per km².

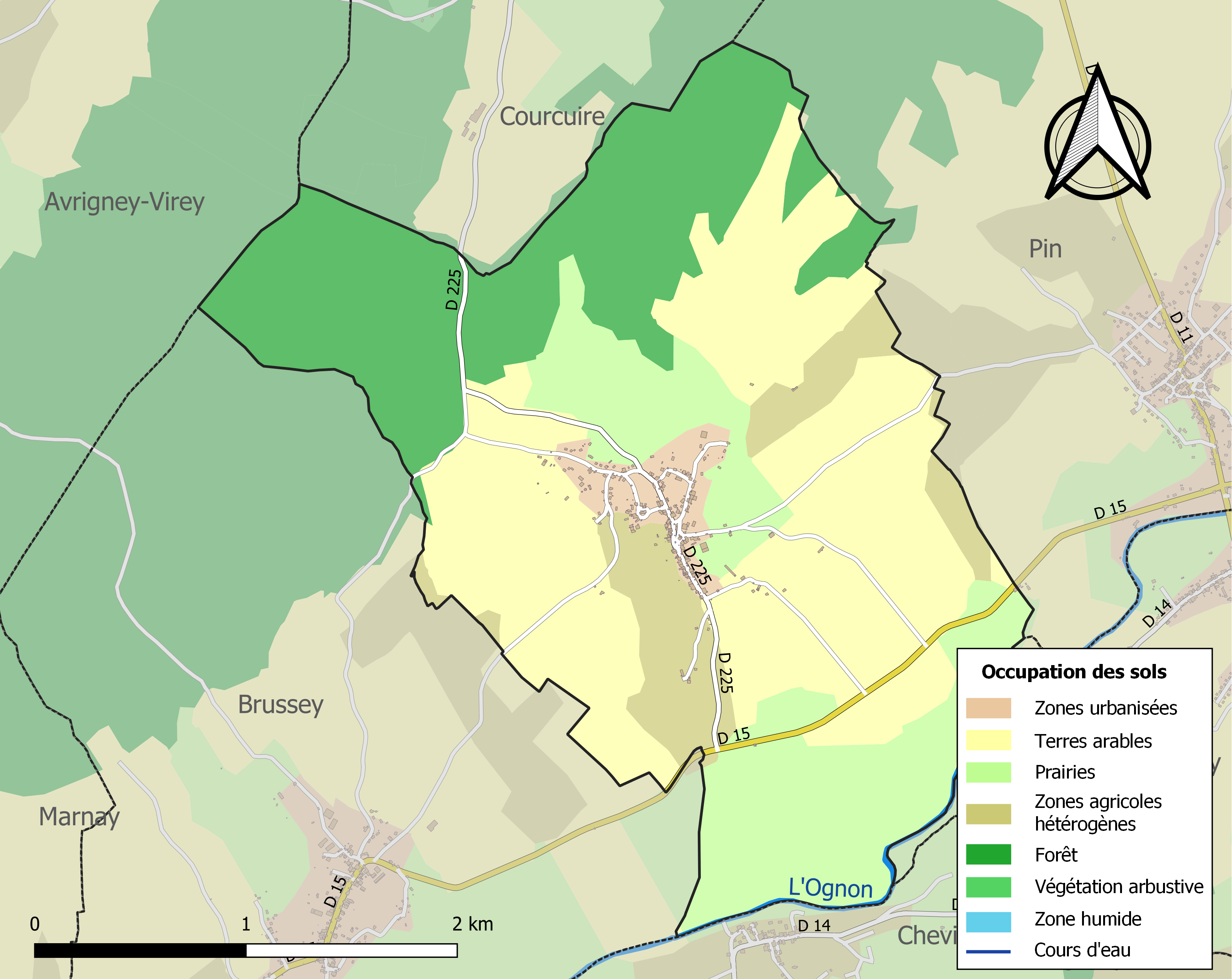
Kaart van de gemeente met de belangrijkste infrastructuur, bodemgebruik en omliggende gemeenten

## Demografie
Onderstaande figuur toont het verloop van het inwonertal (bron: INSEE-tellingen).